# Borbonês

Governo de Borbonês em meados de 1790

Borbonês ou Burbonês (em francês: Bourbonnais) é uma província histórica central da França que corresponde ao atual departamento de Allier e parte do departamento de Cher (em direção à Saint-Armand-Montrond). Esta área destaca-se pela riqueza literária, sendo os autores mais célebres Alain-Fournier, Emile Guillaumin, Achille Allier e Charles-Louis Philippe.